# Estação Ferroviária de Ribas do Rio Pardo
A Estação Ferroviária de Ribas do Rio Pardo foi uma construção destinada a embarque ou desembarque de passageiros de trem e, secundariamente, ao carregamento e descarregamento de carga transportada. Usualmente consistia em um edifício para passageiros (e possivelmente para cargas também), além de outras instalações associadas ao funcionamento da ferrovia. 

## Histórico
A estação de Ribas do Rio Pardo foi inaugurada em 12 de outubro de 1914 e foi uma das primeiras estações a serem finalizadas no então estado de Mato Grosso. O território onde passava a ferrovia e a estação foram então doados pelo dono da Fazenda Rio Pardo (José Colleto Garcia). Faz parte da linha E. F. Itapura-Corumbá, que foi aberta também a partir de 1912. Apesar disso, por dificuldades técnicas e financeiras, havia cerca de 200 km de trilhos para serem finalizados (trechos Jupiá-Água Clara e depois Pedro Celestino-Porto Esperança), fato que ocorreu apenas em outubro de 1914. Em 1917 a ferrovia é fundida no trecho da Estrada de Ferro Noroeste do Brasil (NOB), que fazia o trecho paulista Bauru-Itapura. Em 1920 criou-se o distrito de paz, sendo a estação construída perto da povoação que estava se formando em consequência da construção do pátio ferroviário, chamada inicialmente Conceição do Rio Pardo (mais tarde o nome atual, Ribas do Rio Pardo). Logo depois seria sede de um distrito policial. Anos depois, em 1952, é finalizada a ligação até a cidade de Corumbá, na fronteira com a Bolívia e no ano seguinte é concluído o ramal ferroviário de Ponta Porã com a inauguração da estação da cidade honônima. Em 1975 a linha é incorporada como uma subdivisão da RFFSA. Em 1984 a estação seguia operando com grande movimentação.
Em 1996 a ferrovia é finalmente privatizada e entregue em concessão da Novoeste, sendo o transporte de passageiros desativado. Em 2006 a estação seguia existindo.

## Outras estações ferroviárias do município

### Atoladeira
A estação de Atoladeira foi inaugurada em 20 de julho de 1930. Nos anos 80 ainda seguia funcionando.

### Arlindo Luz
A estação de Arlindo Luz foi inaugurada 24 de julho de 1914, chamada então de Mutum. Uma curiosidade é que a revista Brazil Ferrocarril (principal revista sobre ferrovias da mesma época) em 1914 sugeriu modificar o nome dessa estação (assim como outras até Porto Esperança) para Euler (referência importante quando a ferrovia foi construída). Em 1919 é inaugurado o primeiro bar nas dependências da estação Mutum e passado a Clovis Egídio de Souza Aranha, que pagava a Noroeste um aluguel mensal de Rs. 100$000. Ali os empregados da ferrovia pagavam 50% a menos no preço das refeições, uma comodidade da época. Nos anos 40 seu nome é alterado de Mutum para o nome atual, que é uma homenagem aquele que presidiu a Noroeste entre 1918 e 1922. Apesar da mudança, em 1959 o nome Mutum ainda estava grafado na estação.

### Tamanduá
A estação de Tamanduá foi inaugurada em 15 de setembro de 1943.

### Formoso
A estação de Formoso foi inaugurada em 1 de agosto de 1928.

### Posto do Km 730
O posto do km 730 foi inaugurada em meados de 1 de julho de 1956. Seu nome se deve á quilometragem inicial da ferrovia antes das retificações, que era diferente da quilometragem em 1959.

### Luiz Gama
A estação de Luiz Gama foi inaugurada em 12 de outubro de 1914.

### Mantena
A estação de Mantena foi inaugurada em 1 de agosto de 1928.

### Posto do Km 786
O posto do km 786 foi inaugurada em 1 de agosto de 1956. Seu nome se deve á quilometragem inicial da ferrovia antes das retificações, que era diferente da quilometragem em 1959.

### Bálsamo
A estação de Bálsamo foi inaugurada em 12 de outubro de 1914 e originalmente era um vagão, que foi substituído quatro anos depois por um prédio, construído pelo poder público. Não se tem conhecimento do estado atual do prédio, mas provavelmente esteja abandonado.

### Posto do Km 805
O posto do km 805 foi inaugurada em 24 de dezembro de 1956. Seu nome se deve á quilometragem inicial da ferrovia antes das retificações, que era diferente da quilometragem em 1959.

### Alegre
A estação de Alegre foi inaugurada em meados de 12 de outubro de 1914 e originalmente era um vagão, que foi substituído seis anos depois por um prédio, construído pelo poder público. Não se tem conhecimento do estado atual do prédio, mas provavelmente esteja abandonado.